# Prime Directive (album)
Prime Directive est un album du Dave Holland Quintet.

## Description
Prime Directive suit dans la même lignée que Points of View, le changement majeur étant le remplacement de Steve Wilson par Chris Potter. L'approche musicale est la même : ingénieuse, elle mélange changements rythmiques, contrepoint, improvisations simultanées, écriture précise, ostinatos à la basse, tout en acquérant un son distinctif. L’album témoigne une nouvelle fois de la qualité de Dave Holland en tant que leader, qui comme Ellington ou Mingus en leur temps, parvient à donner sa couleur à la musique tout en respectant la personnalité musicale de ses musiciens,,.

## Titres
Sauf indication, tous les titres sont composés par Dave Holland
1. Prime Directive (7:42)
2. Looking Up (13:33)
3. Make Believe (6:26)
4. A Searching Spirit (Eubanks) (11:21)
5. High Wire (Potter) (6:47)
6. Jugglers Parade (8:15)
7. Candlelight Vigil (Nelson) (4:51)
8. Wonders Never Cease (Kilson) (13:53)
9. Down Time (3:52)

## Musiciens
- Dave Holland – Basse
- Chris Potter – Saxophones Soprano, Alto et Ténor
- Robin Eubanks – Trombone
- Steve Nelson – Vibraphone et Marimba
- Billy Kilson – Batterie